# 科爾克湖 (卡塞多夫)
54°9′5″N 10°42′25″E / 54.15139°N 10.70694°E
科爾克湖（德語：Kolksee），是德國的湖泊，位於該國北部石勒蘇益格-荷爾斯泰因州，由東荷爾斯泰因縣負責管轄，面積0.04平方公里，平均水深3.5米，最大水深5.9米，水體容量15萬立方米，湖岸線長度0.8公里。